# Ctibor (szczyt)
Ctibor (1007 m) – szczyt w Wielkiej Fatrze w Karpatach Zachodnich na Słowacji.
Znajduje się w opadającym do Revúckiej doliny (Revúcka dolina) południowo-wschodnim grzbiecie szczytu Rakytov. Grzbiet ten oddziela dwa boczne odgałęzienia tej doliny; po zachodniej stronie jest to Veľká Rakytová, po wschodniej Teplá dolina.  Ctibor znajduje się w najniższej części grzbietu, nad dnem Revúckiej doliny, powyżej zabudowań osady Nizná Revuca (część miejscowości Liptovské Revúce). Jest porośnięty lasem, trawiasta jest jedynie najniższa część jego południowych i zachodnich zboczy. Są to pasterskie hale. W stokach południowo-wschodnich znajdują się wystające nad lasem wapienne skały i trzy źródła. 

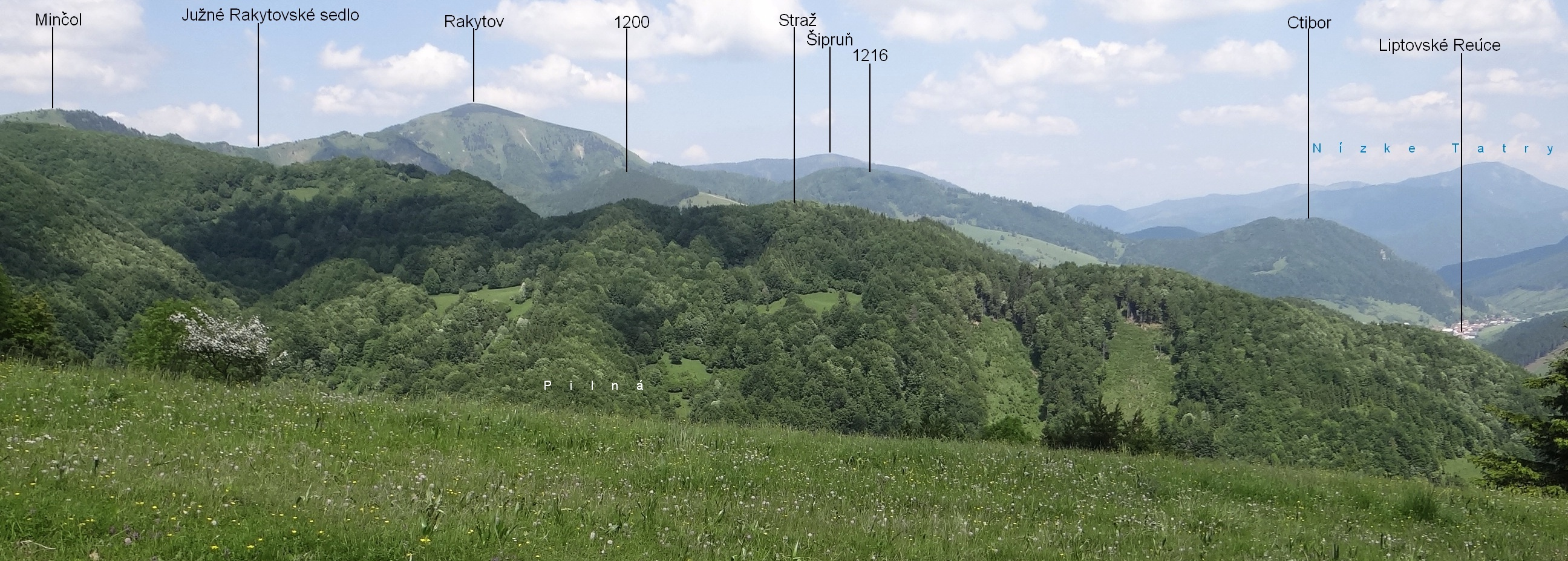
Widok od zachodu, z grzbietu Magury